# Jujubinus
Jujubinus é um gênero de búzios, moluscos gastrópodes marinhos da família Trochidae.

## Espécies
As espécies do gênero Jujubinus incluem:
- † Jujubinus ajachaensis Martín-González & Vera-Peláez, 2018
- Jujubinus alboranensis Smriglio, Mariottini & Oliverio, 2015
- Jujubinus augustoi Rolan & Gori, 2009[2]
- Jujubinus baudoni (Monterosato, 1891)[3]
- Jujubinus browningleeae Smriglio, Mariottini & Swinnen, 2018
- † Jujubinus catenatus Ardovini, 2006[4]
- Jujubinus coronatus Landau, Van Dingenen & Ceulemans, 2017
- Jujubinus curinii Bogi & Campani, 2005[5]
- Jujubinus dispar Curini-Galletti, 1982[6]
- Jujubinus eleonorae Smriglio, Di Giulio & Mariottini, 2014
- Jujubinus errinae Smriglio, Mariottini & Giacobbe, 2016
- Jujubinus escondidus Poppe, Tagaro & Dekker, 2006[7]
- Jujubinus exasperatus (Pennant, 1777)[8]
- † Jujubinus fossorensis Lozouet, 1999
- Jujubinus fulgor Gofas, 1991
- Jujubinus geographicus Poppe, Tagaro & Dekker, 2006[9]
- Jujubinus gravinae (Dautzenberg, 1881)[10]
- Jujubinus guanchus Curini-Galletti, 1985[11]
- Jujubinus guphili Poppe, Tagaro & Dekker, 2006[12]
- † Jujubinus helenae Pacaud, 2017
- Jujubinus hernandezi Rolan & Swinnen, 2009[13]
- Jujubinus hubrechti Poppe, Tagaro & Dekker, 2006[14]
- Jujubinus interruptus (Wood, 1828)
- Jujubinus karpathoensis Nordsieck, 1973[15]
- Jujubinus mabelae Rolan & Swinnen, 2009[16]
- Jujubinus montagui (Wood, 1828)[17]
- Jujubinus polychromus (A. Adams, 1853)
- Jujubinus poppei Curini-Galletti, 1985[18]
- † Jujubinus proximus (Millet, 1865)
- Jujubinus pseudogravinae Nordsieck, 1973[19]
- † Jujubinus quantulus Lozouet, 1999
- Jujubinus rafaemesai Rolán & Swinnen, 2013
- † Jujubinus redoniensis Landau, Van Dingenen & Ceulemans, 2017
- Jujubinus rubioi Rolan & Templado, 2001[20]
- Jujubinus ruscurianus (Weinkauff, 1868)[21]
- † Jujubinus sceauxensis Landau, Van Dingenen & Ceulemans, 2017
- Jujubinus striatus (Linnaeus, 1758)[22]
- Jujubinus suarezensis (P. Fischer, 1878)
- † Jujubinus subincrassatus (d'Orbigny, 1852)
- Jujubinus trilloi Smriglio, Di Giulio & Mariottini, 2014
- Jujubinus tumidulus (Aradas, 1846)[23]
- Jujubinus unidentatus (Philippi, 1844)[24]
- Jujubinus vexationis Curini-Galletti, 1990[25]

### Espécies sinônimas
- Jujubinus (Jujubinus) Monterosato, 1884: representação alternativa de Jujubinus
- Jujubinus (Mirulinus) Monterosato, 1917: representação alternativa de Jujubinus
- Jujubinus (Clelandella): sinônimo de Clelandella Winckworth, 1932
- Jujubinus aegeensis Nordsieck, 1973: sinônimo de Jujubinus karpathoensis Nordsieck, 1973
- Jujubinus aequistriatus Monterosato, 1884: sinônimo de Jujubinus striatus (Linnaeus, 1758)
- Jujubinus africanus Nordsieck, 1973: sinônimo de Jujubinus unidentatus (Philippi, 1844)
- Jujubinus altior Coen, 1937: sinônimo de Jujubinus striatus (Linnaeus, 1758)
- Jujubinus aureus Monterosato, 1890: sinônimo de Clelandella miliaris (Brocchi, 1814)
- Jujubinus baudouini [sic]: sinônimo de Jujubinus baudoni (Monterosato, 1891)
- Jujubinus brugnonei Coen, 1937: sinônimo de Jujubinus striatus (Linnaeus, 1758)
- Jujubinus clelandi (Wood, 1828): sinônimo de Clelandella miliaris (Brocchi, 1814)
- Jujubinus corallinus Monterosato, 1884: sinônimo de Jujubinus exasperatus (Pennant, 1777)
- Jujubinus crenelliferus (A. Adams, 1853): sinônimo de Cantharidus crenelliferus (A. Adams, 1853)
- Jujubinus decipiens Parenzan, 1970: sinônimo de Jujubinus striatus (Linnaeus, 1758)
- Jujubinus defiorei Coen, 1937: sinônimo de Jujubinus striatus (Linnaeus, 1758)
- Jujubinus delpreteanus Sulliotti, 1889: sinônimo de Jujubinus striatus (Linnaeus, 1758)
- Jujubinus elenchoides (Issel, 1878): sinônimo de Jujubinus striatus (Linnaeus, 1758)
- Jujubinus fulguratus Pallary, 1906: sinônimo de Jujubinus unidentatus (Philippi, 1844)
- Jujubinus gilberti (Montrouzier em Fischer, 1878): sinônimo de Cantharidus polychroma (A. Adams, 1853)
- Jujubinus goniobasis Coen, 1937: sinônimo de Jujubinus striatus (Linnaeus, 1758)
- Jujubinus igneus Sturany, 1896: sinônimo de Jujubinus exasperatus (Pennant, 1777)
- Jujubinus istrianus Coen, 1933: sinônimo de Jujubinus exasperatus (Pennant, 1777)
- Jujubinus kochi Nordsieck, 1973: sinônimo de Jujubinus ruscurianus (Weinkauff, 1868)
- Jujubinus lepidus (Philippi, 1846): sinônimo de Strigosella lepida (Philippi, 1846)
- Jujubinus magnificus Coen, 1937: sinônimo de Jujubinus striatus (Linnaeus, 1758)
- Jujubinus miliaris (Brocchi, 1814):[26] sinônimo de Clelandella miliaris (Brocchi, 1814)
- Jujubinus mixtus Ghisotti e Melone, 1975: sinônimo de Jujubinus exasperatus (Pennant, 1777)
- Jujubinus montagui mediterraneus Coen, GS: sinônimo de Jujubinus montagui (Wood, W., 1828)
- Jujubinus multistriatus Ghisotti & Melone, 1975: sinônimo de Jujubinus striatus (Linnaeus, 1758)
- Jujubinus obscurus Thiele, J., 1930: sinônimo de Cantharidus polychroma (Adams, A., 1853)
- Jujubinus orientalis Nordsieck, F: sinônimo de Jujubinus elenchoides (Issel, A., 1878); sinônimo de Jujubinus striatus (Linnaeus, 1758)
- Jujubinus parvosiculus Ghisotti e Melone, 1975: sinônimo de Jujubinus gravinae (Dautzenberg, 1881)
- Jujubinus parvulus Brusina, S.: sinônimo de Jujubinus striatus (Linnaeus, 1758)
- Jujubinus parvulus Philippi, RA: sinônimo de Jujubinus montagui (Wood, W., 1828)
- Jujubinus propinquis Monterosato, TA de M. di: sinônimo de Jujubinus striatus (Linnaeus, 1758)
- Jujubinus propinquus Ghisotti e Melone, 1975: sinônimo de Jujubinus striatus (Linnaeus, 1758)
- Jujubinus smaragdinus (Monterosato, 1880): sinônimo de Jujubinus striatus (Linnaeus, 1758)
- Jujubinus suturalis (A. Adams, 1853): sinônimo de Prothalotia suturalis (A. Adams, 1853)